# Lee Na-eun
Lee Na-eun (hangul: 이나은; hanja: 李娜恩; rr: I Na-eun; MR: Yi Naŭn; nascida em 5 de maio de 1999 em Daejeon), também conhecida como Naeun, é uma atriz sul-coreana gerenciada pela agência Namoo Actors. Ela é ex-membro do girl group sul-coreano April. Naeun também é conhecida por ter atuado nas séries A-Teen (2018), A-Teen 2 (2019) e Extraordinary You (2019).

## Início da vida
Lee Na-eun nasceu em 5 de maio de 1999 e frequentou a School of Performing Arts Seoul.

## Carreira

### 2015–2022: Estreia musical com April e carreira de atriz
Lee foi apresentada pela primeira vez como membro do April pela DSP Media em 21 de julho de 2015. O grupo estreou em 24 de agosto com o EP Dreaming e a faixa-título "Dream Candy" (hangul: 꿈사탕). Lee fez sua estreia oficial como atriz no web drama April Love em 2016. Ela também fez uma pequena aparição em My Father Is Strange da KBS2 em 2017.
Em 2018 foi revelado que Lee participaria da trilha sonora de Switch da SBS TV ao lado de Jinsol, outra membro do April. A faixa "Stars In The Night Sky" foi lançada em 2 de maio de 2018. Também foi anunciado em 2018 que Lee seria protagonista no drama adolescente A-Teen (2018), bem como na segunda temporada da série em 2019, A-Teen 2. Lee também estrelou o drama de fantasia escolar da MBC, Extraordinary You, baseado no webtoon de sucesso do Daum, July Found by Chance. De outubro de 2019 a fevereiro de 2021, ela apresentou o programa Inkigayo ao lado de Jaehyun do NCT e Minhyuk do Monsta X.
Em 20 de novembro de 2020, Lee foi confirmado para estrelar Taxi Driver. Em 8 de março de 2021, Lee deixou oficialmente o elenco após acusações de bullying feitas contra ela.
Em 28 de janeiro de 2022, a DSP Media confirmou o status do April, informando que o grupo seria dissolvido oficialmente.

### 2022–presente: Nova agência e retorno à atuação
Em 2 de junho de 2022, Lee assinou contrato com a agência Namoo Actors, continuando a promover sua carreira como atriz. Em 16 de novembro de 2023, Lee confirmou que faria uma participação especial na série Flex X Cop, fazendo seu retorno à televisão após 2 anos.

## Discografia
| Título                                                                                    | Ano                    | Melhor posição nas paradas | Melhor posição nas paradas | Álbum                  |                        |                        |
| Título                                                                                    | Ano                    | KOR                        | KOR                        | Álbum                  |                        |                        |
| Título                                                                                    | Ano                    | Circle                     | Hot                        | Álbum                  |                        |                        |
| Como artista principal                                                                    | Como artista principal | Como artista principal     | Como artista principal     | Como artista principal | Como artista principal | Como artista principal |
| ----------------------------------------------------------------------------------------- | ---------------------- | -------------------------- | -------------------------- | ---------------------- | ---------------------- | ---------------------- |
| "Rain Drop" (비♡) (Ravi featuring Lee Na-eun)                                             | 2020                   | —                          | 91                         | Paradise               |                        |                        |
| Colaborações                                                                              |                        |                            |                            |                        |                        |                        |
| "My Story" (내 이야기) (com Jinsol do April)                                              | 2018                   | —                          | —                          | Single sem álbum       |                        |                        |
| "Matter of Time" (시간차) (with Jinsol of April)                                          | 2020                   | —                          | —                          | Da Capo                |                        |                        |
| Participações em trilhas sonoras                                                          |                        |                            |                            |                        |                        |                        |
| "Stars In The Night Sky" (밤하늘 별) (with Jinsol of April)                               | 2018                   | —                          | —                          | Switch OST Parte 5     |                        |                        |
| "Attraction" (끌림) (com Eric Nam)                                                        | 2020                   | —                          | —                          | Bunny & The Boys OST   |                        |                        |
| "—" indica lançamentos que não entraram nas paradas ou não foram lançados naquela região. |                        |                            |                            |                        |                        |                        |

## Filmografia

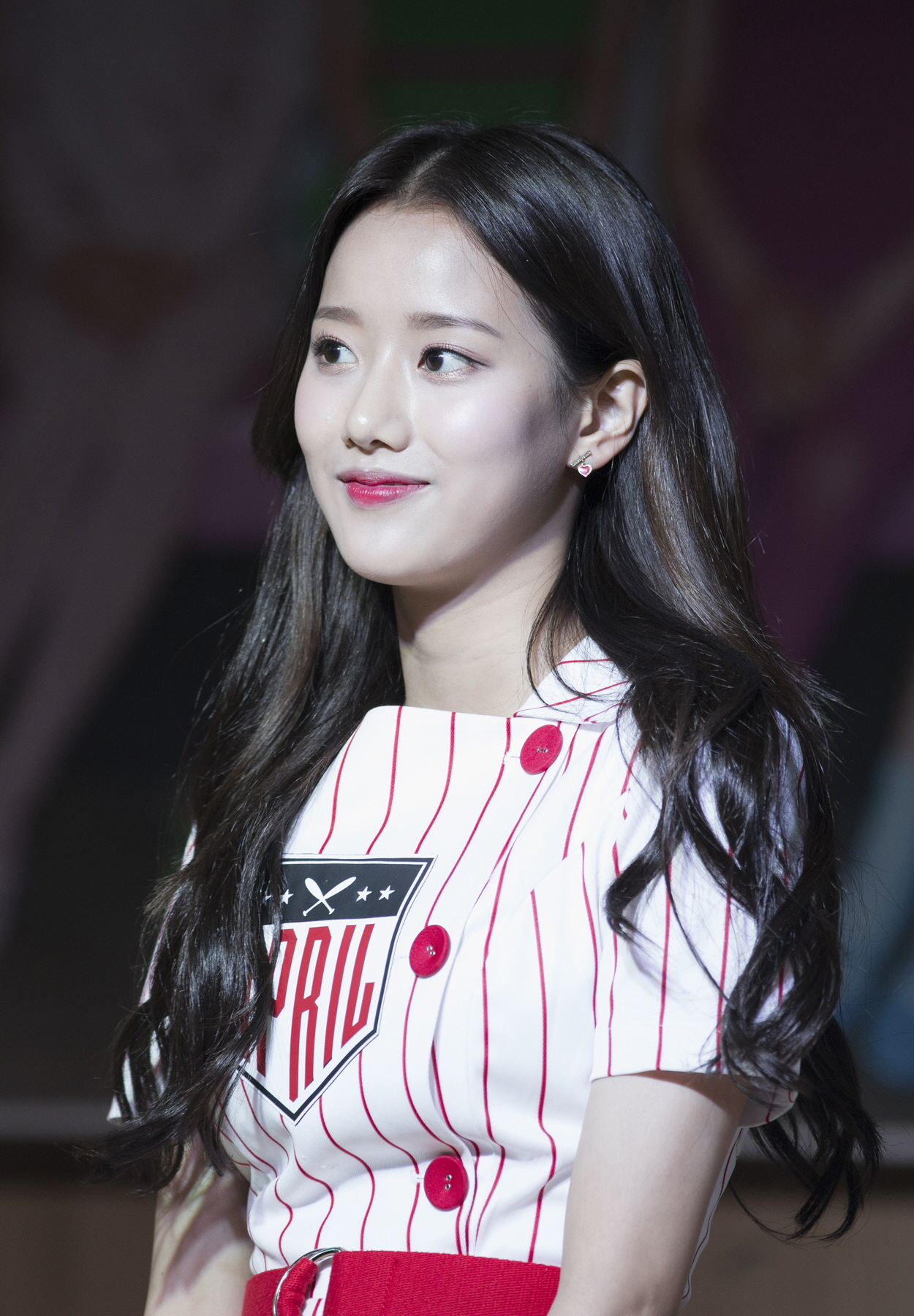
Naeun em 2017.

### Série de televisão
| Ano       | Título                       | Papel                | Notas                     | Ref.   |
| --------- | ---------------------------- | -------------------- | ------------------------- | ------ |
| 2017      | My Father Is Strange         | Funcionária de Drama | Cameo (episódio 24)       | [ 19 ] |
| 2017–2018 | Modulove                     | Ela mesma            |                           | [ 20 ] |
| 2019      | Hip Hop King – Nassna Street | Song Ha-jin          |                           | [ 21 ] |
| 2019      | Extraordinary You            | Yeo Joo-da           |                           | [ 22 ] |
| 2024      | Flex X Cop                   | Han Yu-ra            | Cameo (episódios 6, 9–10) | [ 12 ] |
| 2024      | Crash                        | Kim Min-ju           | Cameo (episódio 4)        | [ 23 ] |
| ASA       | i Shopping                   | So-mi                |                           | [ 24 ] |

### Webséries
| Ano  | Título          | Papel     | Notas | Ref.   |
| ---- | --------------- | --------- | ----- | ------ |
| 2018 | A-Teen          | Kim Ha-na |       | [ 25 ] |
| 2019 | A-Teen 2        | Kim Ha-na |       | [ 26 ] |
| 2019 | I Have a Secret | Kim Ha-na | Cameo | [ 27 ] |
| 2020 | Twenty Twenty   | Kim Ha-na | Cameo | [ 28 ] |

### Programas de variedades
| Ano       | Título                          | Papel         | Ref.   |
| --------- | ------------------------------- | ------------- | ------ |
| 2017      | I Am An Actor                   | Competidora   | [ 29 ] |
| 2018–2019 | One Night of Entertainment      | Repórter      | [ 30 ] |
| 2019      | High School Lunch Cook-off      | Apresentadora | [ 31 ] |
| 2019–2021 | Inkigayo                        | Apresentadora | [ 6 ]  |
| 2020      | Get it Beauty 2020              | MC principal  | [ 32 ] |
| 2020      | My Dream Is Ryan                | Estudante     | [ 33 ] |
| 2020      | School Meal Restaurant (급식당) | Apresentadora | [ 34 ] |
| 2020      | 2020 SBS Gayo Daejeon           | Apresentadora | [ 35 ] |

### Programas de rádio
| Ano       | Título    | Papel                        | Ref.   |
| --------- | --------- | ---------------------------- | ------ |
| 2020–2021 | Avengirls | Apresentadora de sexta-feira | [ 36 ] |

## Prêmios e indicações
| Ano  | Premiação                | Categoria                     | Nomeado           | Resultado |
| ---- | ------------------------ | ----------------------------- | ----------------- | --------- |
| 2019 | Brand of the Year Awards | Melhor Ídolo e Atriz Feminina | —                 | Venceu    |
| 2019 | V Live Awards            | Atriz Favorita de Websérie    | A-Teen 2          | Venceu    |
| 2019 | MBC Drama Awards         | Melhor Atriz Revelação        | Extraordinary You | Indicado  |
| 2020 | Brand of the Year Awards | Melhor Ídolo e Atriz Feminina | —                 | Venceu    |